# Songs for You, Truths for Me
 (septembre 2011).
Si vous disposez d'ouvrages ou d'articles de référence ou si vous connaissez des sites web de qualité traitant du thème abordé ici, merci de compléter l'article en donnant les références utiles à sa vérifiabilité et en les liant à la section « Notes et références ».
Albums de James Morrison
Undiscovered
(2006) The Awakening
(2011)
Singles
1. You Make It Real
Sortie : 22 septembre 2008
2. Broken Strings
Sortie : 8 décembre 2008
3. Please Don't Stop The Rain
Sortie : 30 mars 2009
4. Nothing Ever Hurt Like You
Sortie : 23 juillet 2009
5. Get To You
Sortie : 16 novembre 2009

Songs For You, Truths For Me est le second album studio de James Morrison. En plus de la chanson phare You Make It Real, le disque comprend également le duo avec Nelly Furtado Broken Strings, ainsi que la chanson Please Don't Stop the Rain. Une édition deluxe est également parue, comportant le single Get To You et la chanson On the Same Side.

## Liste des chansons
1. The Only Night
2. Save Yourself
3. You Make It Real
4. Please Don't Stop The Rain
5. Broken Strings (feat. Nelly Furtado)
6. Nothing Ever Hurt Like You
7. Once When I Was Little
8. Precious Love
9. If You Don't Wanna Love Me
10. Fix the World Up for You
11. Dream on Hayley
12. Love Is Hard
13. Sitting on a Platform (Bonus Track)